# Lipa Serbska
Lipa Serbska – serbołużyckie czasopismo literackie wydawane w języku górnołużyckim w Budziszynie w latach 1876–1881.
Inicjatorem utworzenia czasopisma literackiego publikującego teksty serbołużyckich autorów młodego pokolenia był Jakub Bart, znany później jako Jakub Bart-Ćišinski od używanego przezeń pseudonimu Ćišinski. Wówczas był jeszcze uczniem niemieckojęzycznego gimnazjum (Malostranské gymnasium) w Pradze, w ówczesnej niemieckiej dzielnicy Malá Strana i działał tam w serbołużyckiej organizacji Serbowka. Pomysł wydawania Lipy Serbskiej przedstawił publicznie w sierpniu 1875 podczas spotkania serbołużyckich studentów i gimnazjalistów w wiosce Chrósćicy na Gónych Łużycach, zorganizowanego pod nazwą „Schadźowanka serbskeje studowaceje młodźiny”. Było to pierwsze takie spotkanie młodzieży, organizowane odtąd corocznie aż do czasów obecnych jako „Schadźowanka”, zarówno na Górnych, jak i na Dolnych Łużycach (po dolnołużycku „Schadowanka”).
Nowe czasopismo miało być z założenia organem ruchu młodoserbołużyckiego, opozycyjnego wobec starszych działaczy narodowych. Pełni optymizmu młodoserbołużyczanie zamierzali ograniczyć klerykalne i konserwatywne wpływy w ruchu narodowym oraz bardziej związać go z chłopstwem, postulując duchowy sojusz chłopstwa i inteligencji. Redaktorem naczelnym Lipy Serbołużyckiej został Arnošt Muka, wtedy student filologii klasycznej i słowiańskiej na Uniwersytecie w Lipsku. Wraz z Jakubem Bartem oraz Janem Arnoštem Holanem (lipskim studentem filologii klasycznej i niemieckiej) należał do przywódców młodoserbołużyczan, zaliczał się do czołówki młodych górnołużyckich działaczy kulturalnych, miał też kontakty i rozeznanie w dolnołużyckim środowisku literackim, m.in. przyjaźnił się z dolnołużyckim poetą Mato Kósykiem.
Pierwszy numer Lipy Serbskiej ukazał się 3 listopada 1876 z podtytułem „Časopis młodych Serbow” (czasopismo młodych Serbołużyczan), obok Muki w jego redagowaniu uczestniczyli Bart i Holan. W październiku 1877 redakcję przejął faktycznie Bart, natomiast Muka zachował formalnie prawną odpowiedzialność za treść czasopisma. Opozycyjność wobec „oficjalnego” ruchu serbołużyckiego nie przeszkodziła zawarciu w 1877 porozumienia co do drukowania nowego czasopisma przez Jana Arnošta Smolera, przewodniczącego Maćicy Serbskiej oraz założyciela pierwszego serbołużyckiego wydawnictwa i pierwszej serbołużyckiej drukarni. Jednocześnie Smoler redagował konkurencyjny miesięcznik literacki starszego pokolenia Łužičan, jednak po wejściu na rynek czytelniczy Lipy Serbskiej utracił on wielu prenumeratorów. Wkrótce jednak trudności dotknęły również młodoserbołużyczan, gdy w 1878 Bart zaczął studiować w Pradze teologię katolicką i wyłączył się z pracy redakcyjnej, a Holan wyjechał na stałe do Rosji. Ta sytuacja wymusiła dalsze zacieśnienie współpracy ze Smolerem, który zaakceptował program młodoserbołużyczan do tego stopnia, że w latach 1878–1880 faktycznie przejął redagowanie Lipy Serbskiej, zanim ponownie zajął się tym Bart. Wkrótce pojawiła się propozycja połączenia Lipy Serbskiej z Łužičanem, co zrealizowano w 1882, kiedy po wycofaniu się Smolera z działalności wydawniczej Bart i Muka w miejsce tych dwóch tytułów utworzyli nowe czasopismo literackie Łužica pod redakcją Muki i Jurija Libša, ukazujące się do 1937.